# Will Attenborough
 (octobre 2016).
William Attenborough, dit Will, est un acteur britannique, né le 26 juin 1991 à Londres, au Royaume-Uni.

## Vie privée
Will Attenborough est issue d'une célèbre famille du cinéma, du théâtre et de la télévision britanniques. Ses parents sont les comédiens Michael Attenborough et Karen Lewis, son grand-père l'acteur et cinéaste Richard Attenborough et son grand-oncle le producteur David Attenborough. Son frère aîné, Tom Attenborough, est également metteur en scène de théâtre.

## Carrière
Will Attenborough fait ses débuts à l'écran dès l'âge de huit ans dans la série télévisée britannique Holding The Baby. 
Il est encore étudiant à l'université de Cambridge,, lorsqu'il obtient en 2012 le rôle d'Humphrey, duc de Gloucester, dans The Hollow Crown, adaptation télévisée d'Henry IV, 1re et 2e parties de William Shakespeare, produite par Sam Mendes. Il apparaît ensuite dans des petits rôles dans plusieurs séries britanniques comme In The Flesh, Utopia ou You, Me and the Apocalypse.
Acteur de théâtre, Will Attenborough joue en 2015 dans la pièce Photograph 51 aux côtés de Nicole Kidman. Il obtient en 2016 son premier rôle dans un long-métrage, au cinéma, dans Denial de Mick Jackson, avec Rachel Weisz, Andrew Scott et Timothy Spall. La même année, Christopher Nolan lui confie le rôle d'un officier de marine dans Dunkerque (sortie prévue le 19 juillet 2017), film retraçant l'Opération Dynamo de 1940. Le jeune comédien marche alors sur les traces de son fameux grand-père, Richard Attenborough, qui avait joué dans le Dunkerque de 1958, réalisé par Leslie Norman,,.

## Filmographie

### Cinéma
| Année | Titre               | Réalisateur                    | Rôle                                  | Notes                    |
| ----- | ------------------- | ------------------------------ | ------------------------------------- | ------------------------ |
| 2003  | Kaena, la prophétie | Chris Delaporte ; Pascal Pinon | Sambo (voix dans la version anglaise) | Long-métrage d'animation |
| 2005  | Cuts                | Imogen Hammond                 | un jeune régisseur                    | Court-métrage            |
| 2014  | Focal Point         | Isher Singh Sahota             | Russell                               | Court-métrage            |
| 2016  | Le Procès du siècle | Mick Jackson                   | Thomas Skelton Robinson               | Long-métrage             |
| 2017  | Dunkerque           | Christopher Nolan              | Lieutenant Howe de la Royal Navy      | Long-métrage             |
| 2017  | Where Hands Touch   | Amma Asante                    | Gunter                                | Long-métrage             |
| 2018  | Hunter Killer       | Donovan Marsh                  | Kaplan                                | Long-métrage             |
| 2020  | Assiégés            | Rod Lurie                      | Ed Faulkner                           | Long-métrage             |

### Télévision
| Année   | Titre                                   | Rôle                  | Notes                        |
| ------- | --------------------------------------- | --------------------- | ---------------------------- |
| 1998    | Holding The Baby                        | Josh                  | Série (1 épisode)            |
| 2012    | The Hollow Crown : Henry IV, 1re partie | Gloucester            | Téléfilm                     |
| 2012    | The Hollow Crown : Henry IV, 2e partie  | Gloucester            | Téléfilm                     |
| 2014    | In The Flesh                            | William Smith         | Série (saison 2, 1 épisode)  |
| 2014    | Utopia                                  | Ben                   | Série (saison 2, 1 épisode)  |
| 2015    | Père Brown                              | Jacob Francis         | Série (saison 3, 1 épisode)  |
| 2015    | Midwinter of the Spirit                 | James Lydon           | Série (saison 1, 3 épisodes) |
| 2015    | You, Me and the Apocalypse              | Bobby Jr              | Série (saison 1, 1 épisode)  |
| 2015-16 | Home Fires                              | David Brindsley       | Série (saison 1 et 2)        |
| 2016    | Guerre et Paix                          | Officier d'artillerie | Mini-série (1 épisode)       |
| 2025    | Outrageous                              | Joss                  |                              |

## Théâtre
| Année   | Titre           | Auteur          | Metteur en scène | Rôle         | Lieu                                                  |
| ------- | --------------- | --------------- | ---------------- | ------------ | ----------------------------------------------------- |
| 2013-14 | Another Country | Julian Mitchell | Jeremy Herrin    | Judd         | Festival de théâtre de Chichester ; Trafalgar Studios |
| 2015    | Photograph 51   | Anna Ziegler    | Michael Grandage | James Watson | Noel Coward Theatre                                   |